# Joel Ordóñez
Pour les articles homonymes, voir Ordóñez.
Joel Ordóñez, né le 21 avril 2004 à Guayaquil en Équateur, est un footballeur international équatorien qui joue au poste de défenseur central au Club Bruges.

## Biographie

### En club
Né à Guayaquil en Équateur, Joel Ordóñez est formé par l'Independiente del Valle. Il joue son premier match en professionnel avec ce club, le 9 avril 2022, lors d'une rencontre de championnat face au Guayaquil City FC. Il est titularisé, et les deux équipes se neutralisent (0-0 score final).
Le 2 août 2022 il rejoint la Belgique afin de s'engager en faveur du Club Bruges. Il intègre dans un premier temps l'équipe réserve du club.
Le 6 août 2023, Ordóñez joue son premier match avec l'équipe première du Club Bruges, lors d'une rencontre de championnat face au KVC Westerlo. Il entre en jeu à la place d'Andreas Skov Olsen et son équipe l'emporte par un but à zéro,.
Ordóñez marque son premier but pour le Club Bruges le 7 décembre 2024, à l'occasion d'un match de championnat face au KV Malines. Entré en jeu, il marque le but vainqueur de son équipe dans les dernières minutes du temps additionnel (1-2 score final),.

### En sélection
Joel Ordóñez est retenu avec l'équipe d'Équateur des moins de 20 ans pour participer à la coupe du monde des moins de 20 ans en 2023,. Lors de ce tournoi organisé en Argentine il joue quatre matchs, tous en tant que titulaire. Son équipe se hisse jusqu'en huitièmes de finale, battue par la Corée du Sud (2-3 score final).
Joel Ordóñez est convoqué pour la première fois avec l'équipe nationale d'Équateur en mars 2023. Il doit toutefois attendre un an pour honorer finalement sa première sélection avec l'Équateur, face au Guatemala le 22 mars 2024. Il est titularisé et son équipe l'emporte par deux buts à zéro.

## Statistiques

### En sélection nationale
| Saison                | Sélection             | Phases finales        | Phases finales | Phases finales | Phases finales | Éliminatoires CDM | Éliminatoires CDM | Éliminatoires CDM | Matchs amicaux | Matchs amicaux | Matchs amicaux | Total | Total | Total |
| Saison                | Sélection             | Compétition           | M              | B              | Pd             | M                 | B                 | Pd                | M              | B              | Pd             | M     | B     | Pd    |
| --------------------- | --------------------- | --------------------- | -------------- | -------------- | -------------- | ----------------- | ----------------- | ----------------- | -------------- | -------------- | -------------- | ----- | ----- | ----- |
| 2022-2023             | Équateur              | Coupe du monde 2022   | -              | -              | -              | -                 | -                 | -                 | 0              | 0              | 0              | 0     | 0     | 0     |
| 2023-2024             | Équateur              | Copa América 2024     | 0              | 0              | 0              | 0                 | 0                 | 0                 | 2              | 0              | 0              | 2     | 0     | 0     |
| 2024-2025             | Équateur              | -                     | -              | -              | -              | 4                 | 0                 | 0                 | -              | -              | -              | 4     | 0     | 0     |
| Total sur la carrière | Total sur la carrière | Total sur la carrière | 0              | 0              | 0              | 4                 | 0                 | 0                 | 2              | 0              | 0              | 6     | 0     | 0     |

## Palmarès
Club Bruges
- Championnat de Belgique (1) :
  - Champion : 2024.
- Coupe de Belgique (1) :
  - Vainqueur : 2025.
- Supercoupe de Belgique (1) :
  - Vainqueur : 2025.